# Elmar Giglinger

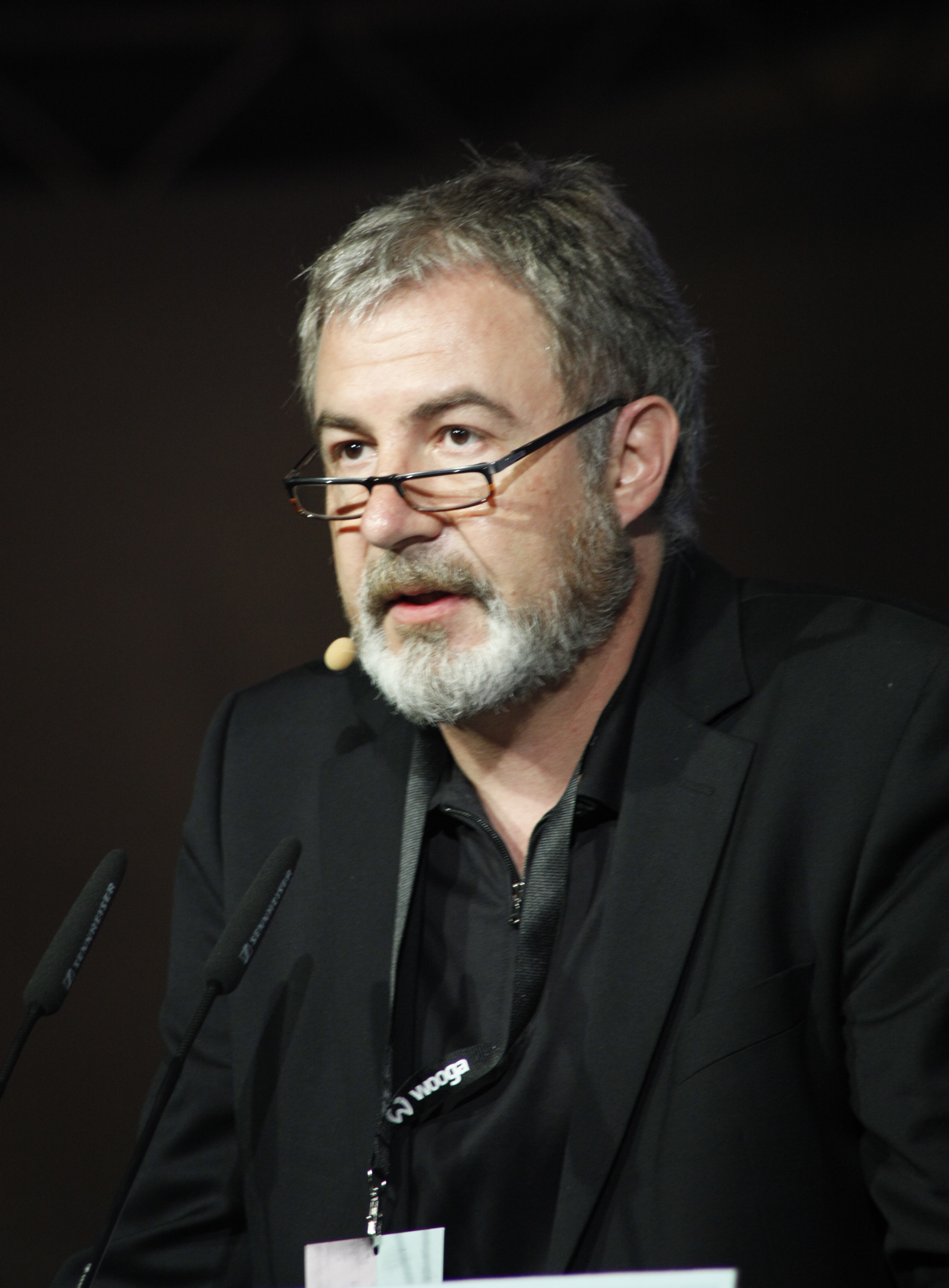
Elmar Giglinger (2012)

Elmar Giglinger (* 4. Juni 1965 in Kempten (Allgäu)) ist ein deutscher Journalist und Kommunikationsexperte.

## Werdegang
Giglinger studierte Betriebswirtschaftslehre und absolvierte eine Ausbildung als Hörfunkjournalist. 1991 wurde er CvD bei Radio NRW. Ende 1993 wechselte er als Redakteur/Producer zu VIVA TV. 
Ab 1998 fungierte er als Programmdirektor bei VIVA Zwei.
Anfang 2000 wechselte er als Programmdirektor und Mitglied der Geschäftsleitung zu MTV Networks Central Europe. Im Zuge der Akquisition der VIVA Medien AG verantwortete er ab Anfang 2005 als Senior Vice President die Leitung der Musiksender des Unternehmens, MTV Germany und VIVA Deutschland in Deutschland, Österreich und der Schweiz. 
Zeitweise war er auch für die MTV-Networks-Sender in Osteuropa, Benelux und Skandinavien verantwortlich. Unter seiner Leitung kamen u. a. Nora Tschirner, Charlotte Roche, Joko Winterscheidt, Niels Ruf, Jan Köppen, Palina Rojinsky, Johanna Klum, Hadnet Tesfai u. v. m. erstmals vor die Fernsehkameras. Zudem verantwortete er u. a. Formate von Sarah Kuttner („Kuttner“), Christian Ulmen („Unter Ulmen“, „Ulmens Auftrag“), Christoph Schlingensief („U 3000“) und Benjamin von Stuckrad-Barre („Lesezirkel“). 
Ab Ende 2007 fungierte er zusätzlich als Programmdirektor für Comedy Central Deutschland. 
Ende März 2009 verließ Giglinger MTV Networks und gründete die EG Media & Music Consulting, für die er Markenartikler, Medienunternehmer und TV-Sender im In- und Ausland beriet, bevor er im Oktober 2010 den Geschäftsbereich Standortmarketing bei der Medienboard Berlin-Brandenburg GmbH übernahm. Giglinger fokussierte die Arbeit seines Geschäftsbereichs vor allem auf die Entwicklung der digitalen Medienwirtschaft in Berlin und Brandenburg. In dieser Zeit war er u. a. Aufsichtsrat des media.net Berlin-Brandenburg, Vorsitzender des Ausschusses Creative Industries der IHK Berlin, Mitglied in den Kuratorien des FilmFestivals Cottbus und der Filmuniversität Babelsberg Konrad Wolf und im Beirat der Berlin Music Week. 2015 verließ er das Medienboard Berlin-Brandenburg.
2016 gründete Elmar Giglinger die Giglinger Consulting & Coaching mit Büros in Berlin und Kempten (Allgäu). Hier ist er als Kommunikations- und Rhetorikexperte tätig und bietet Trainings in den Bereichen Präsentation, Pitch, Interview, Moderation, Kamera- sowie Medienauftritt an. Darüber hinaus berät er Unternehmen in Fragen der strategischen Kommunikation.
Seit 2020 ist Giglinger zudem Lehrbeauftragter an der Hochschule für angewandte Wissenschaften Kempten (Allgäu), wo er Seminare zur Präsentationstechnik hält.
Im Oktober 2023 veröffentlichte Giglinger gemeinsam mit seinem langjährigen Mitarbeiter Markus Kavka den SPIEGEL-Bestseller MTViva liebt dich! im Ullstein Verlag. Zu den Mitwirkenden zählen u. a. Campino, Christian Ulmen, Collien Ulmen-Fernandez, Farin Urlaub, Fettes Brot, Frank Briegmann, Heike Makatsch, Jan Delay, Jan Köppen, Jessica Schwarz, Joko Winterscheidt, Judith Holofernes, Klaas Heufer-Umlauf, Matthias Opdenhövel, Michael Patrick Kelly, Nora Tschirner, Palina Rojinski und Sido.

## Bibliografie
- mit Markus Kavka: MTViva liebt dich!. Die elektrisierende Geschichte des deutschen Musikfernsehens. Ullstein Verlag, Berlin 2023, ISBN 978-3-86493-249-6.